# SS Toruń
SS Toruń – masowiec zbudowany w roku 1925 we francuskiej stoczni Chantiers Navals Français w Caen. Bliźniaczymi statkami były SS "Wilno", SS "Katowice", SS "Poznań" oraz SS "Kraków". Statki te nazywane były najczęściej "węglowcami" lub też, ze względu na swe pochodzenie, "francuzami".

## Przed wojną
"Toruń" wszedł do Gdyni w styczniu 1927 roku. W uroczystości poświęcenia i podniesienia polskiej bandery uczestniczył ówczesny minister przemysłu i handlu, budowniczy portu w Gdyni Eugeniusz Kwiatkowski. Statek pływał, wożąc polski węgiel, głównie po Bałtyku i Morzu Północnym, a z portów angielskich do kraju tomasynę.

## Pod niemiecką banderą

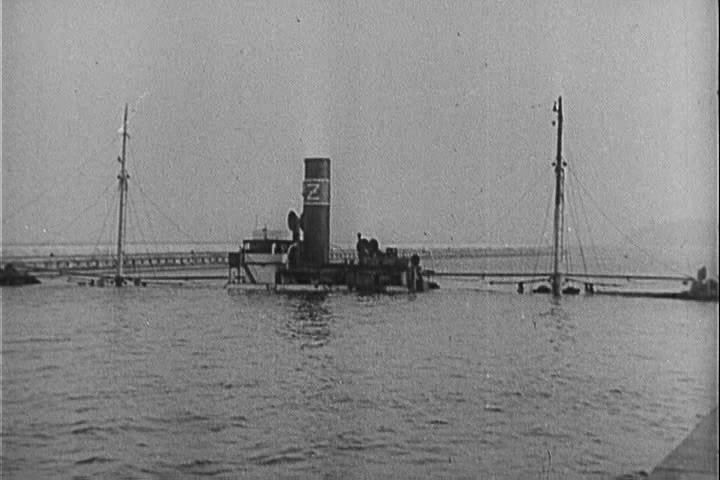
Zatopiony SS Toruń blokujący południowe wejście do portu gdyńskiego

W chwili wybuchu II wojny światowej "Toruń" stał zacumowany w gdyńskim porcie jako statek bunkrowy dla okrętów marynarki wojennej. W chwili, gdy pod naciskiem oddziałów Wehrmachtu, obrońcy miasta musieli się zeń wycofać, zatopili statek w wejściu do portu.
Niemcy szybko podnieśli "Toruń", wyremontowali i wcielili do służby pod nazwą "Hannes Freymann". Pływał w tej roli do roku 1944, kiedy to został zbombardowany i zatopiony przez samoloty alianckie w norweskim fiordzie. Ponownie podniesiony i prowizorycznie połatany, odholowany został na remont w Kilonii. Tam jednak uszczelnienia puściły, statek osiadł na dnie basenu i tak doczekał końca wojny.

## W PRL
Po wydobyciu i remoncie "Toruń" został w maju 1946 roku zwrócony Polskiej Marynarce Handlowej. Pod polską banderą pływał (najpierw w Żegludze Polskiej, a potem w Polskiej Żegludze Morskiej) do roku 1960, kiedy to został ostatecznie wycofany ze służby i oddany Zarządowi Portu w Gdańsku jako magazyn pływający MP-ZP Gda 20.
W roku 1965 oddany na złom.